# Chinadommel
Die Chinadommel (Botaurus sinensis, Synonym: Ixobrychus sinensis) ist eine in Ostasien verbreitete Verwandte der Zwergdommel. Sie gehört zur Familie der Reiher.

## Merkmale
Die 30 bis 40 cm lange Chinadommel zeichnet sich wie alle Vertreter der Dommeln durch einen kurzen Hals und einen langen Schnabel aus. Sie wiegt durchschnittlich 54 Gramm. Ihr Gefieder ist von gelblich-brauner Farbe. Kopf und Hals des Männchens sind kastanienbraun mit einer schwarzen Krone. Beim Weibchen sind Kopf, Hals und Brust braungestreift, während die Jungtiere fast gänzlich mit braunen Streifen bedeckt sind.

## Vorkommen
Sie lebt im südlichen und östlichen Asien von Pakistan über Indien bis nach Südostasien sowie nach China, Korea und Japan. Im tropischen Teil ihres Verbreitungsgebietes ist sie ein Standvogel, während die Populationen der gemäßigten Regionen südwärts ziehen. Zu den Überwinterungsgebieten gehören Indonesien und Neuguinea. Als Irrgast erreicht die Chinadommel gelegentlich auch die Weihnachtsinsel und Australien.
Ihr bevorzugter Lebensraum sind schilfbestandene Feuchtgebiete. Sie kommt außerdem in Mangrovensümpfen und überfluteten Reisfeldern vor. 

## Verhalten

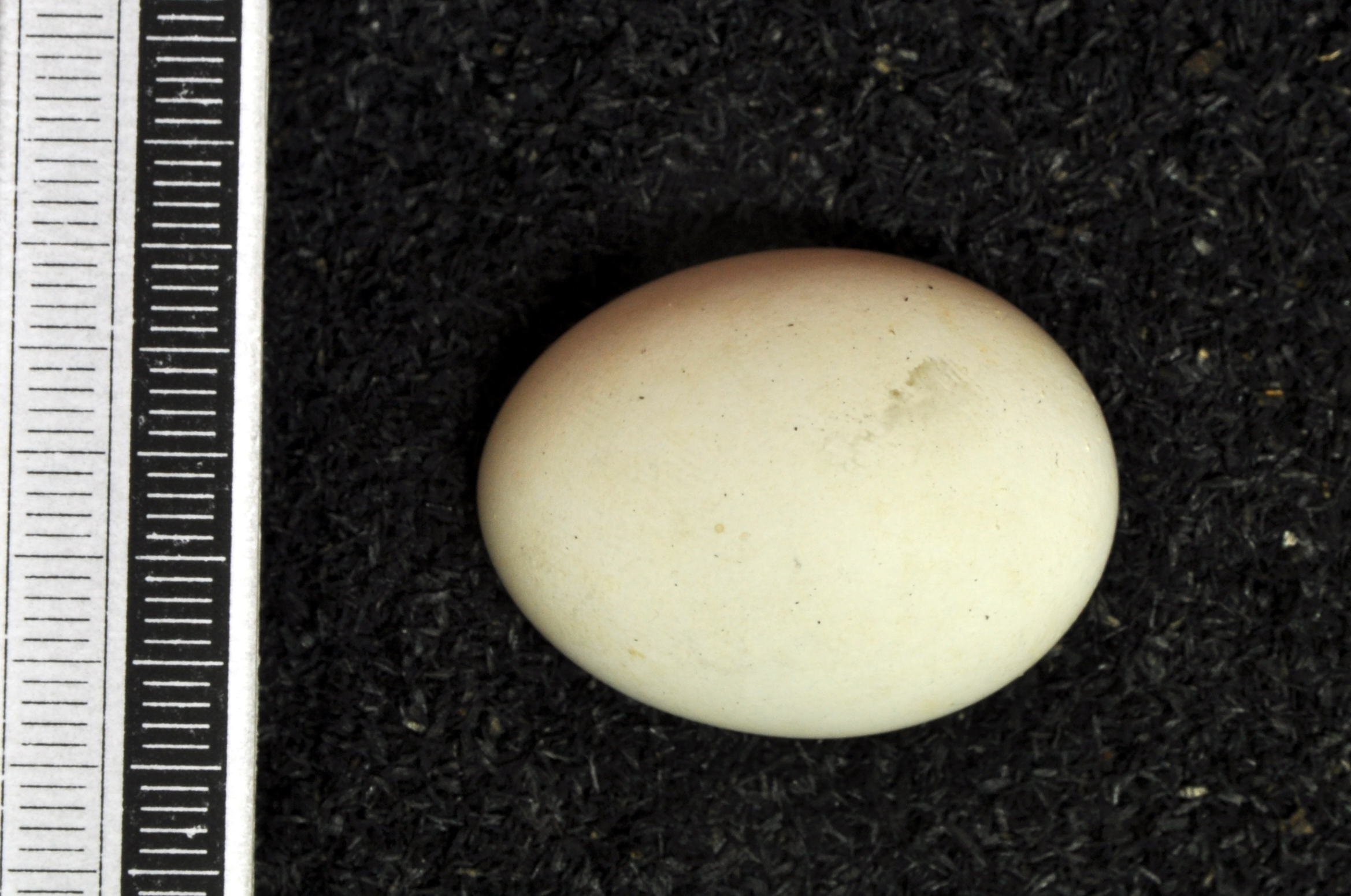
Ei, Sammlung Museum Wiesbaden

Die Chinadommel errichtet ein Nest aus Schilf im Gebüsch oder Unterholz. Dort legt das Weibchen vier bis sechs Eier. Ihre Nahrung besteht aus kleinen Fischen, Amphibien und Insekten. Da sie im Gegensatz zu anderen Dommeln häufig fliegt, ist sie trotz ihrer ansonsten verborgenen Lebensweise relativ gut zu beobachten.

## Belege
Einzelbelege
1. ↑   Higgins, S. 1047
2. ↑   Higgins, S. 1048

Literatur
- Bikram Grewal: Vögel in Indien und Nepal. Gießen 2000.
- Josep del Hoyo et al.: Handbook of the Birds of the World. Band 1: Ostrich to Ducks. Lynx Edicions, 1992, ISBN 84-87334-10-5.
- P. J. Higgins (Hrsg.): Handbook of Australian, New Zealand & Antarctic Birds. Band 1, Ratites to Ducks, Oxford University Press, Oxford 1990, ISBN 0-19-553068-3.